# Claude Vigée
Claude Vigée, nacido con el nombre de Claude Strauss (Bischwiller, Alsacia, 3 de enero de 1921-Jerusalén, 2 de octubre de 2020)  fue un poeta, traductor y ensayista francoisraelí. Enseñó literatura en Estados Unidos y en Israel.

## Trayectoria
Claude Vigée pasó su infancia en una población de Alsacia. A los dieciocho años, en 1939, terminó el bachillerato para estudiar filosofía, como admirador de Bergson y fue a Estrasburgo para ello. Provenía de una familia judía alsaciana de clase media que fue asesinada casi en su totalidad durante la Segunda Guerra Mundial. Tuvo que refugiarse en Toulouse (1940-1942), donde formó una asociación para la defensa judía, hasta que a comienzos de 1943 pudo huir con su madre a los Estados Unidos. Allí estudió literatura y trabajó como profesor de literatura francesa en la Universidad Brandeis.
En 1960 se instaló en Israel, donde continuó trabajando como docente, pero orientándose al estudio comparado de la  literatura francesa. Asimismo, trabajó en la Universidad hebraica de Jerusalén hasta 1984, cuando se jubiló. 
Tradujo la poesía de Rainer Maria Rilke.[cita requerida]
Se inició en la escritura a la edad de 14 años, y su obra (tanto poética como ensayística) posee una gran espiritualidad. Henri Bergson le hizo descubrir la Biblia hebraica. Debido a que era un pacifista militante, participó en una antología de poemas pacifistas con un poema sobre la guerra del Líbano, La voix des jeunes soldats morts.
En 2007, año en que murió su mujer, se creó una Asociación de los Amigos de la obra de Claude Vigée.
Falleció el 2 de octubre de 2020 a los noventa y nueve años.

## Obra
- La lutte avec l'ange (1939-1949), 1950 (reed. L'Harmattan, 2005).
- La corne du grand pardon , 1954.
- L'été indien, 1957.
- Le poème du retour , 1962.
- Le passage du vivant.
- Dans le creuset du vent.
- Danser vers l’abîme.
- Dans le silence de l'Aleph, Albin Michel, 1992.
- Les Puits d'eau vive, Albin Michel, 1993.
- Treize inconnus de la Bible, 1996.
- Être poète pour que les hommes vivent , 2006.
- Chants de l'absence-Songs of Absence, Londres, Menard Press.
- Mon heure sur la terre. Poésis complètes, 1936-2007, Galaade, 2008, ed. Anne Mounic y Jean-Yves Masson, prefacio de Michèle Finck.
- Les sentiers de velours sous les pas de la nuit, en Les cahiers de Peut-être, 2010.

## Premios
- Prix international Jacob-Burckhardt (Suisse, 1977)
- Prix Femina Vacaresco pour la Critique (1979)
- Prix Johann-Peter Habel (Alemania 1984)
- Grand prix de Poésie de la Société des gens de lettres de France (París 1987)
- Prix de la Fondation du judaïsme français (1994)
- Grand prix de Poésie de l'Académie française (1996)
- Prix de Littérature européenne de la Fondation Würth (2002)
- Prix de l'Amitié judéo-chrétienne (2006)
- Prix Goncourt de la Poésie (2008) por el conjunto de su obra

## Estudios y documentos
- Jean-Yves Lartichaux, Claude Vigée, Seghers, "Poètes d'aujourd'hui", 1978.
- Anne Mounic, La poésie de Claude Vigée, Danse vers l'abîme par joui-dire, L'Harmattan, 2005.
- Alexis Lacroix, Entretien avec Claude Vigée, Mag. littéraire, 474, abril, 2008